# Brøndby Stadion
 (avril 2025).
Si vous disposez d'ouvrages ou d'articles de référence ou si vous connaissez des sites web de qualité traitant du thème abordé ici, merci de compléter l'article en donnant les références utiles à sa vérifiabilité et en les liant à la section « Notes et références ».
Le Brøndby Stadion est un stade de football situé à Brøndby, Danemark.
C'est le stade du club de football danois du Brøndby IF.

## Galerie

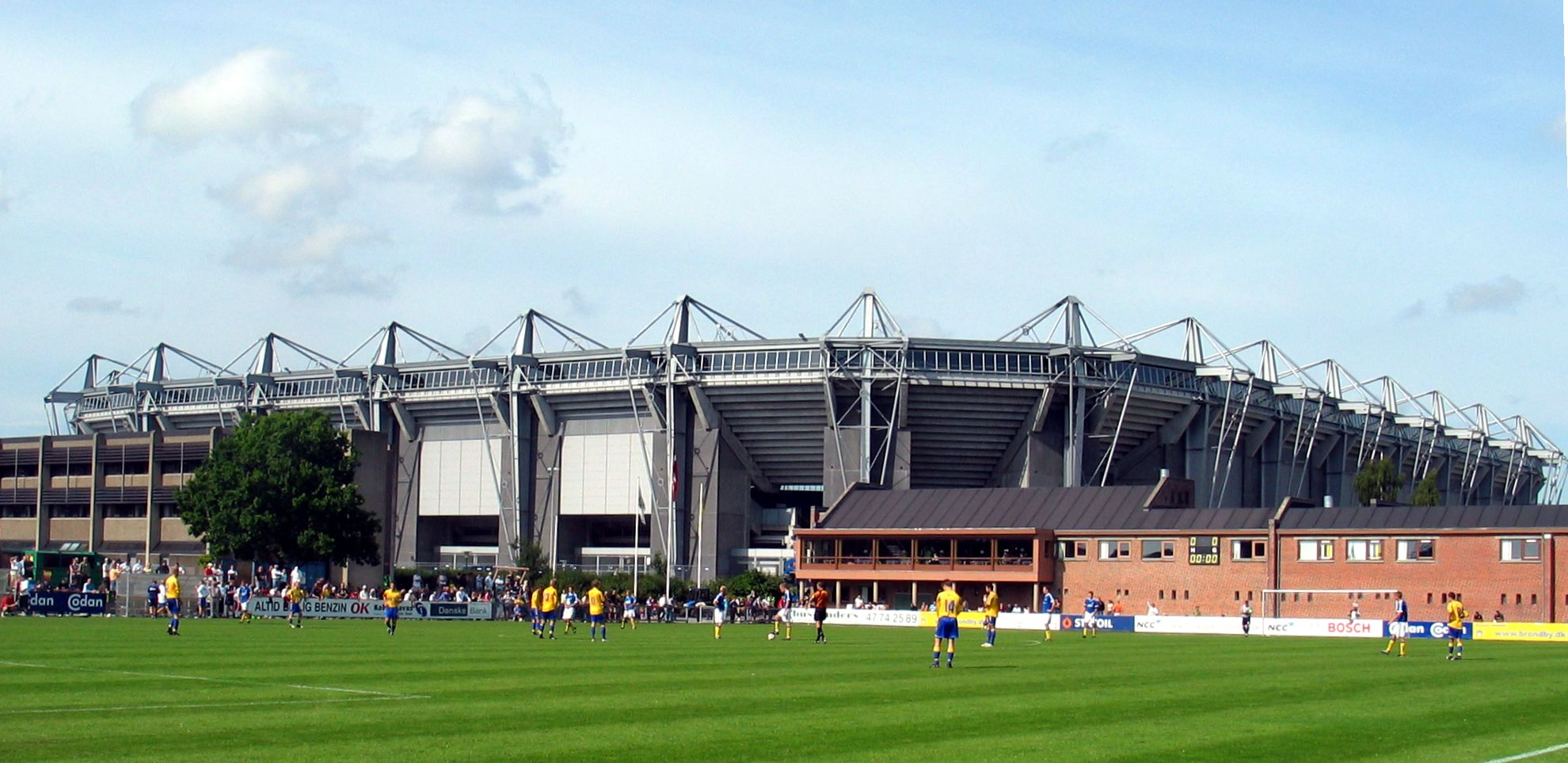
Le stade et le terrain d'entrainement en 2005.
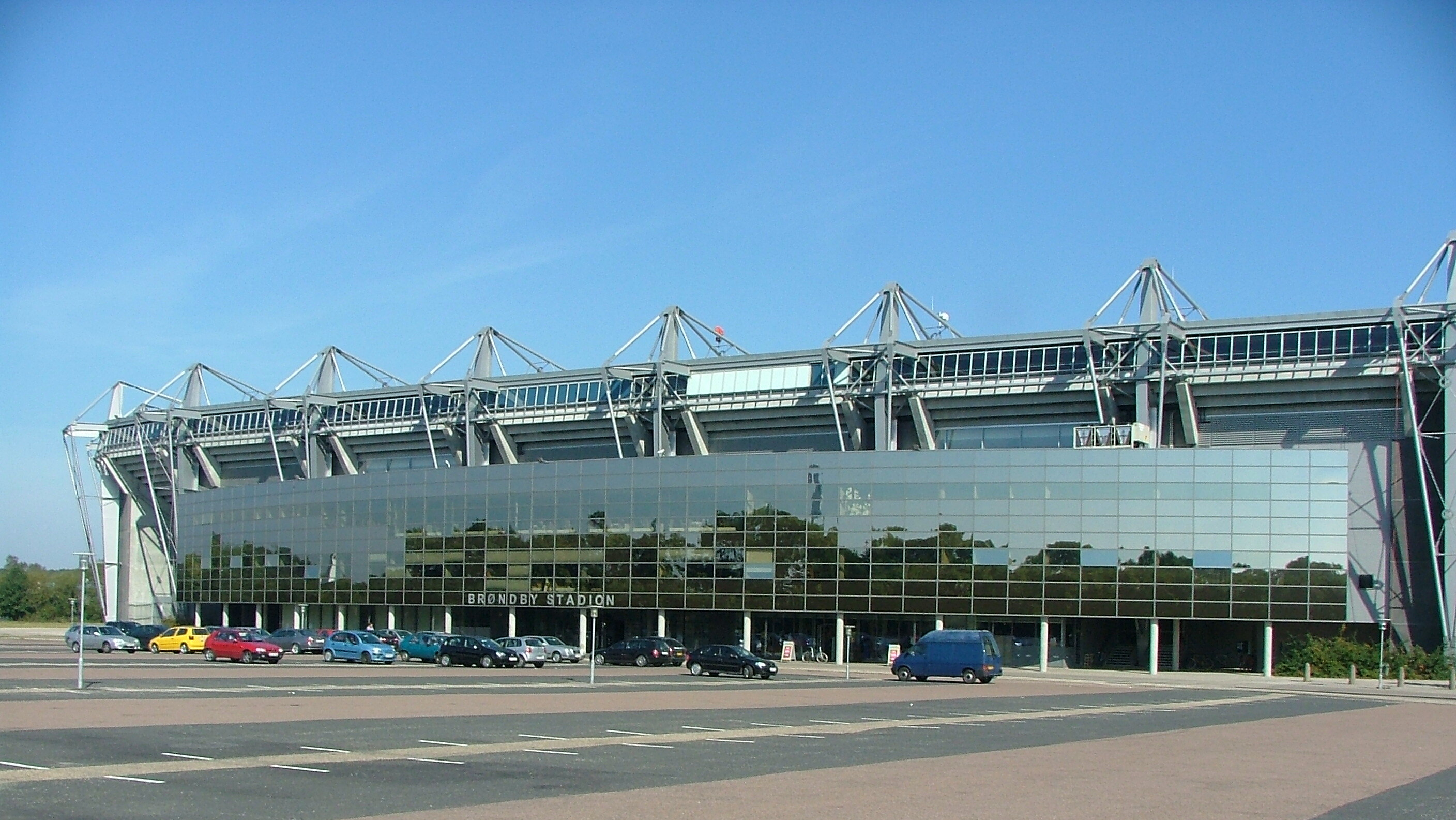
Le stade et son parking.
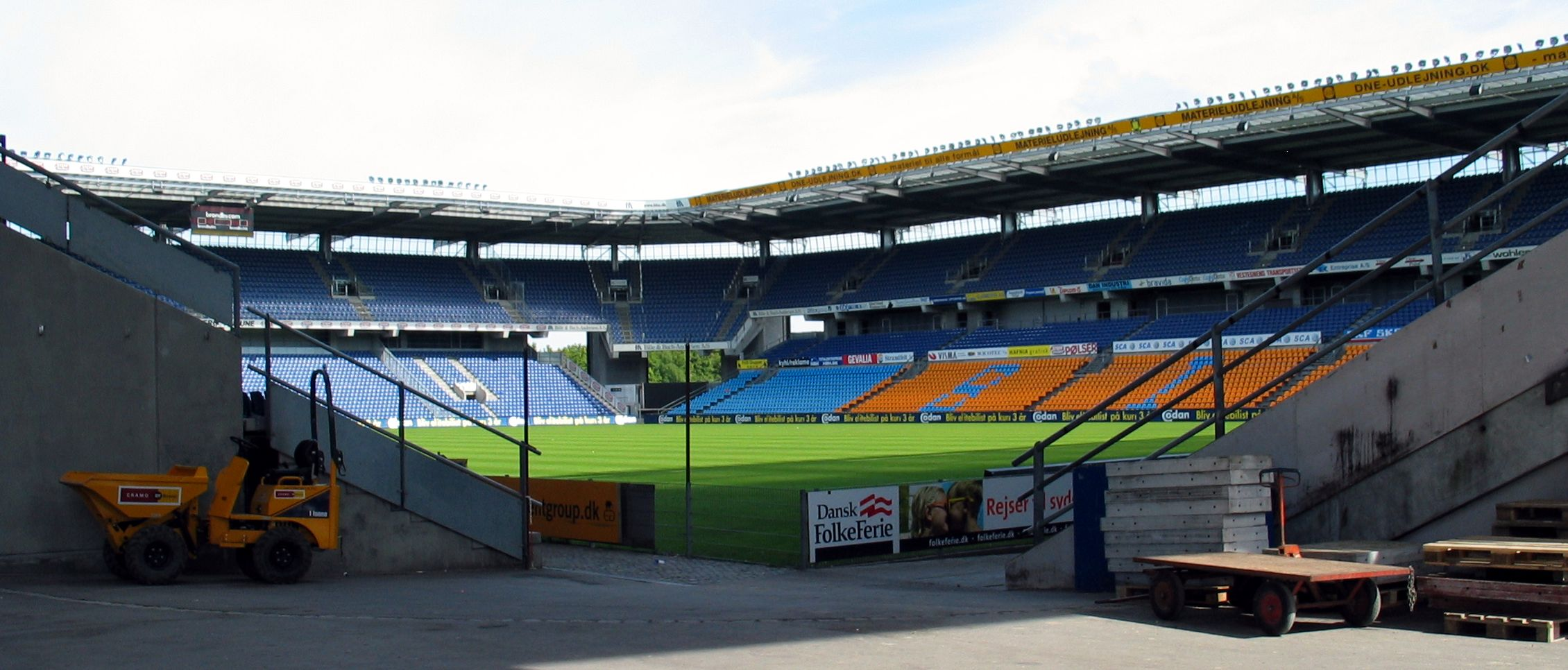
Vue intérieure au niveau de la pelouse.
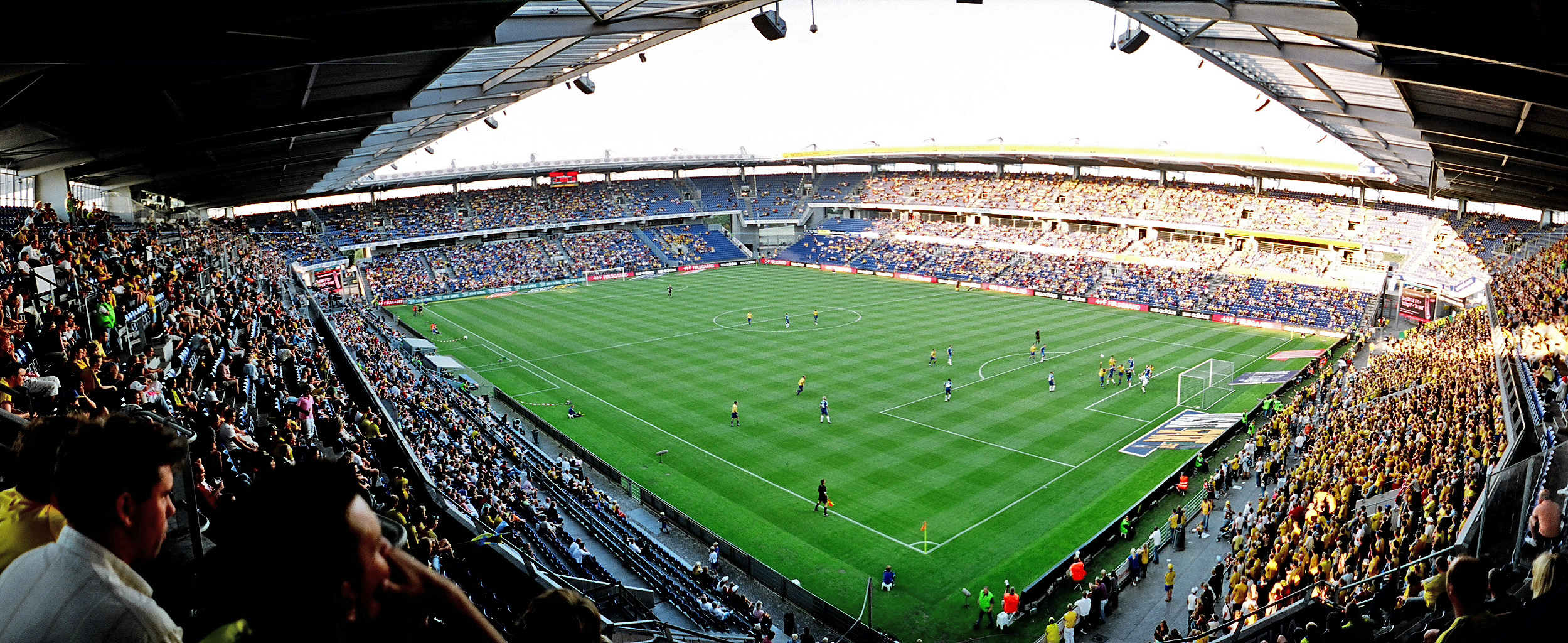
Vue intérieure depuis les tribunes.